# Litografie

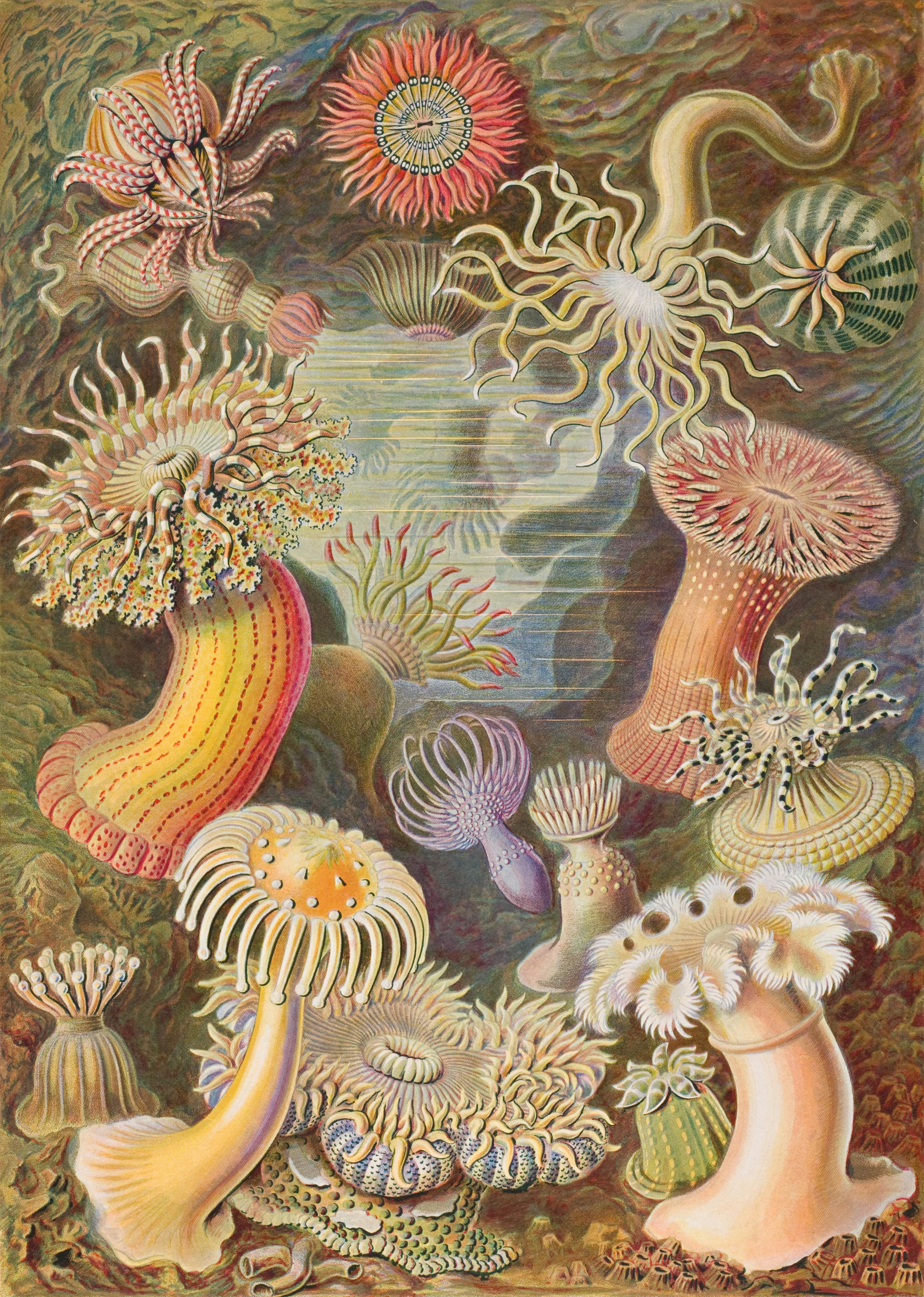
Anemone de mare din lucrarea lui Ernst Haeckel Kunstformen der Natur (Formele artistice ale naturii) din 1904.

Litografia (din greaca veche λίθος - litos, "piatră" + γράφω - grafein, "a scrie") este o metodă de tipar utilizând o placă sau o piatră cu o suprafață perfect netedă. Prin contrast cu litografierea, în intaglio placa sursă este gravată, corodată ori punctată pentru a realiza cavitățile care rețin cerneala de tipar, respectiv în tipărirea cu blocuri de lemn sau în cazul tiparului cu litere fixe cerneala este aplicată pe suprafețele ridicate pentru a crea litere, semne și/sau imagini.
Litografia utilizează ulei sau grăsime, respectiv gumă arabică pentru a separa suprafața fină în regiuni hidrofile, care vor absorbi ulterior cerneala tipografică sau tușul, și regiuni hidrofobe, care prin refuzarea absorbției apei, și deci a cernelii, vor deveni fundalul imaginii. Litografia, inventată de autorul bavarez austriac Alois Senefelder, în 1796, poate fi folosită pentru a imprima un text sau o lucrare artistică pe hârtie sau pe un alt material potrivit. Cele mai multe cărți, într-adevăr toate tipurile de text de volum mare, sunt acum imprimate folosind litografia offset, cea mai uzuală formă de producție de tipărituri. Cuvântul „litografie” se referă și la fotolitografie, o tehnică de microfabricare utilizată la construirea circuitelor integrate și a sistemelor microelectromecanice, cu toate că acele tehnici au mai multe lucruri în comun cu gravarea, decât cu litografia.

## Principiul litografierii

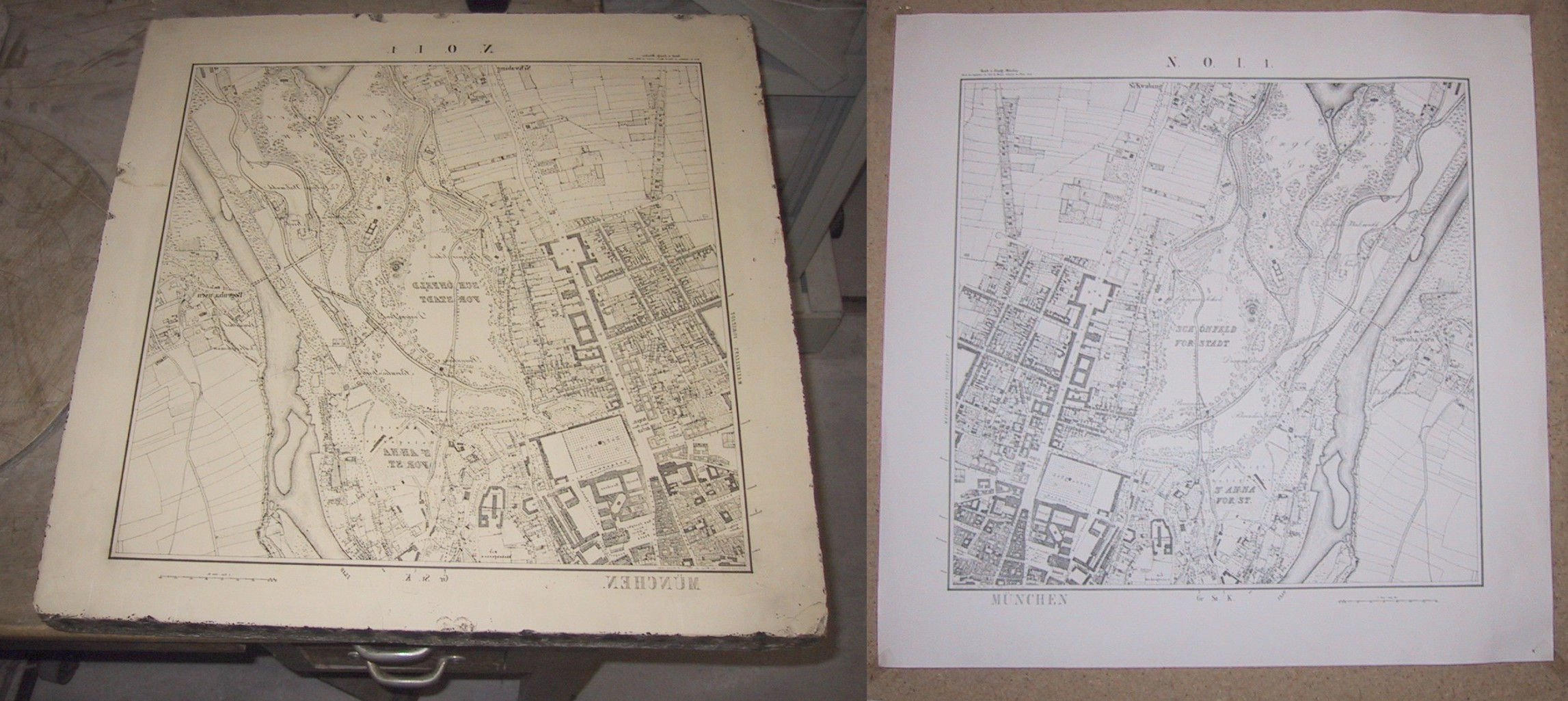
Placă litografică şi imagine în oglindă imprimată, a unei hărți a orașului München

### Litografierea cu gresie

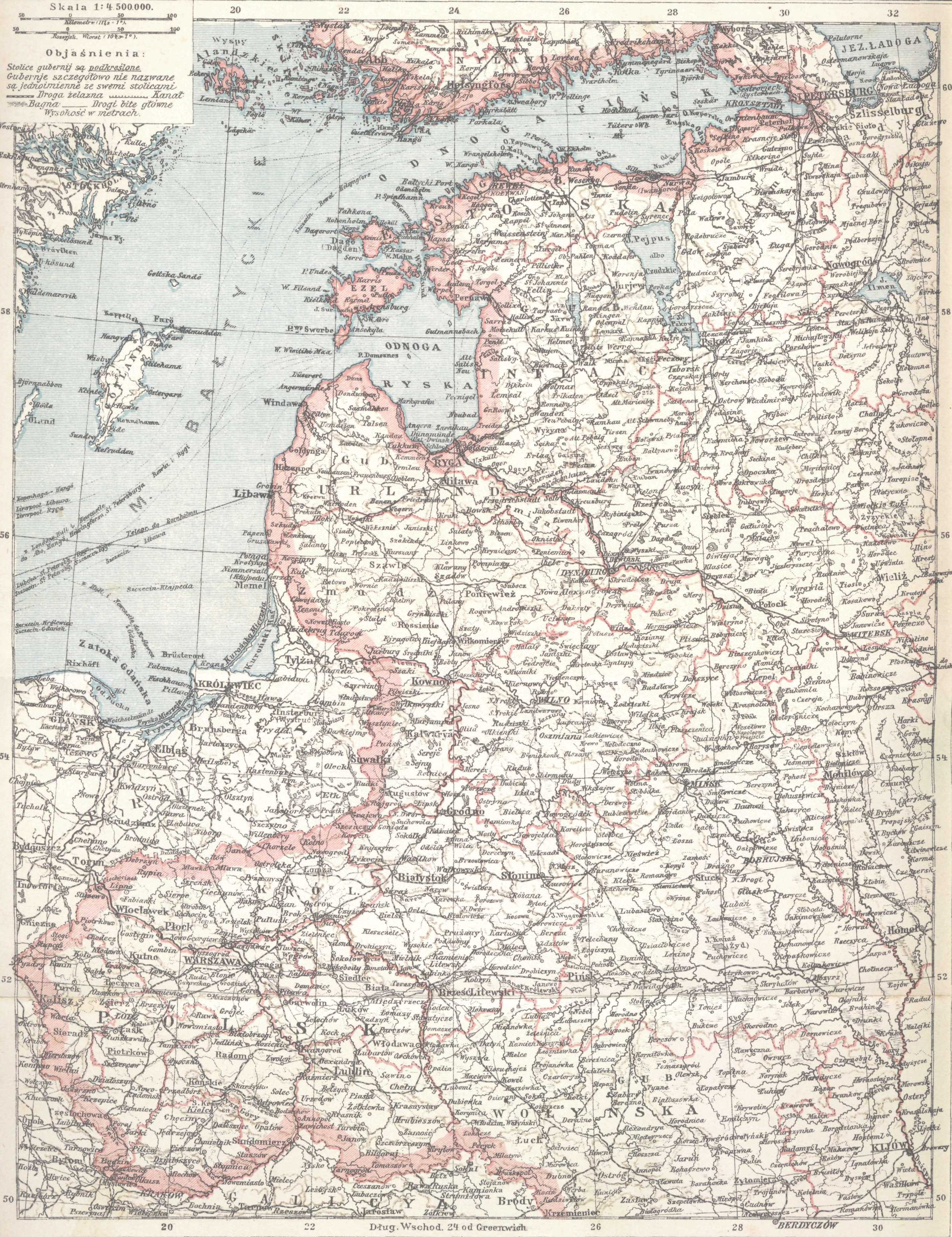
O hartă litografiată din 1902 (dimensiuni originale 33×24 cm)

HNO
3

## Litografierea ca modalitate artistică

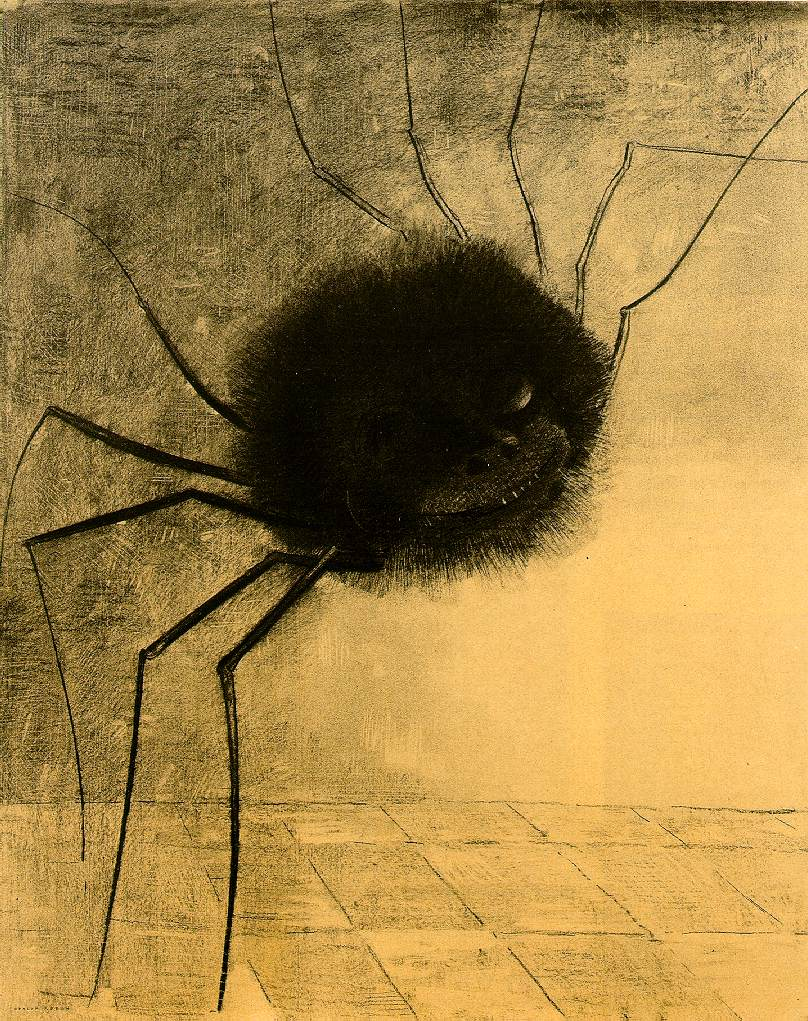
Păianjem zâmbitor de Odilon Redon
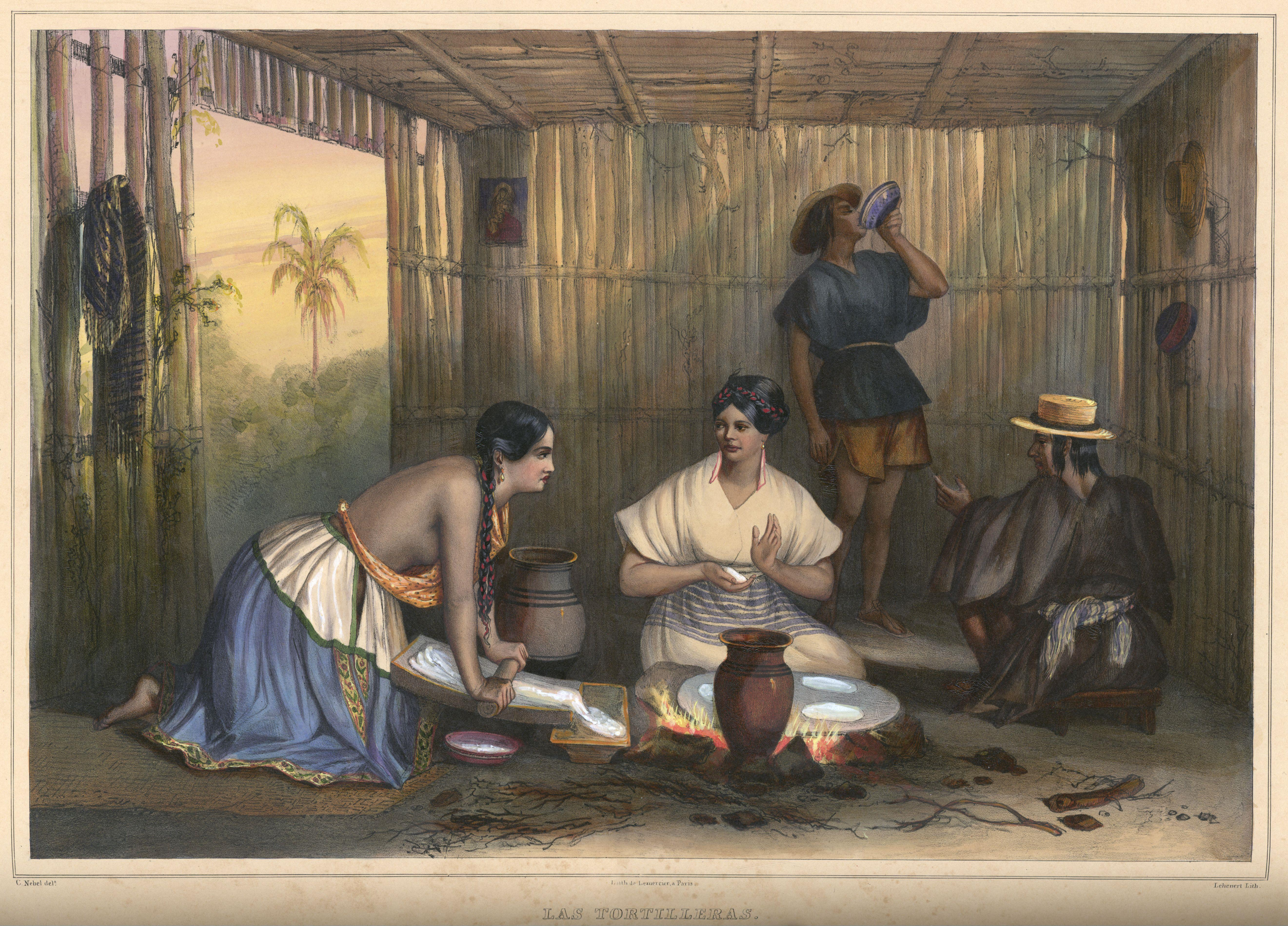
Litografie din 1836 a lui Carl Nebel, prezentând o femeie mexicană făcând tortilla